# كاثرين براون
كاثرين براون (بالإنجليزية: Catherine Brown)‏ (10 يناير 1994 بكانبرا في أستراليا - ) هي لاعبة كرة قدم أسترالية في مركز الدفاع. لعبت مع كانبيرا يونايتد.

## وصلات خارجية
- كاثرين براون على موقع قاعدة بيانات كرة القدم.إي يو (الإنجليزية)
- كاثرين براون على موقع AustralianFootball.com (الإنجليزية)